# Radičiná
Radičiná (1127 m) – szczyt w Wielkiej Fatrze na Słowacji. Wznosi się w jej części zwanej Szypską Fatrą po południowej stronie osady Studničná będącej częścią wsi Komjatná.
Tuż po południowo-wschodniej stronie szczytu Radičiná znajduje się płytka przełęcz Sedlo pod Radičinou, oddzielająca ją od szczytu Klzká hora (1115 m). W kierunku południowo-zachodnim Radičiná tworzy krótki grzbiet opadający do doliny Wagu (Rużomberk, Hrboltová). Jest to Borová hora z pasami wapiennych skał. Otaczają ją dwie dolinki, dnem których spływają do Wagu dwa potoki. Dolinka po zachodniej stronie grzbietu to Kamenná dolina. Zachodni grzbiet Radičiny biegnie do szczytu Kečky (1139 m). 
Na stokach Radičiny znajduje się wiele jaskiń, zwłaszcza na stokach południowo-zachodnich.

## Turystyka
Radičiná jest porośnięta lasem. Prowadzi przez nią czerwono znakowany szlak turystyczny. Omija jej szczyt, ale z rozdroża Sedlo pod Radičinou można na szczyt Radičiny wyjść krótkim, niebiesko znakowanym podejściem.
  Rużomberk, Rybárpole –  Sedlo pod Radičinou – Pod Kečkami – Studničná – Komjatná – Komjatnianská dolina – Švošov, vlak. Odległość 16,3 km, suma podejść 705 m, suma zejść 725 m, czas przejścia 5 h (z powrotem 4 h 55 min)
   Sedlo pod Radičinou – Radičiná. Odległość 200 m, suma podejść 47 m, czas przejścia 10 min